# Filistatinella
Genre
Filistatinella est un genre d'araignées aranéomorphes de la famille des Filistatidae.

## Distribution
Les espèces de ce genre se rencontrent aux États-Unis et au Mexique.

## Liste des espèces
Selon World Spider Catalog (version 18.5, 28/10/2017) :
- Filistatinella chilindrina Magalhães & Ramírez, 2017
- Filistatinella crassipalpis (Gertsch, 1935)
- Filistatinella domestica Desales-Lara, 2012
- Filistatinella hermosa Magalhães & Ramírez, 2017
- Filistatinella howdyall Magalhães & Ramírez, 2017
- Filistatinella kahloae Magalhães & Ramírez, 2017
- Filistatinella palaciosi Jiménez & Palacios-Cardiel, 2012
- Filistatinella pistrix Magalhães & Ramírez, 2017
- Filistatinella spatulata Magalhães & Ramírez, 2017
- Filistatinella tohono Magalhães & Ramírez, 2017

## Publication originale
- Gertsch & Ivie, 1936 : Descriptions of new American spiders. American Museum novitates, no 858, p. 1-25 (texte original).